# Висенте Бласко Ибанес
Висенте Бласко Ибанес (на испански: Vicente Blasco Ibáñez) е испански писател и политик, който постига световна слава с романите си, свързани с Първата световна война, най-известният от които „Los cuatro jinetes del Apocalipsis“ („Четиримата конници на апокалипсиса“) е използван за основата за два американски филма. Авторът е свързан с Поколение '98.

## Биография и творчество
На възраст от 18 години, докато следва право в Мадрид и допринасяйки за статии на политически списания, Бласко Ибанес написва антимонархическо стихотворение, за което е изпратен в затвор, първото от много такива наказания за неговите политически убеждения. През 1891 г. основава републиканското списание „El Pueblo“ („Селото“), а през 1901 е първоначално избран за представител на парламента (Cortes), на която длъжност е върнат седем пъти, преди да се заточи доброволно през 1923, като се установява на Френската ривиера, за да демонстрира своята опозиция на военната диктатура на Мигел Примо де Ривера.
Ранното творчество на Бласко Ибанес е съставено главно от регионални романи като „Цвете през май“ от 1895 (Flor de mayo; Mayflower), „Колибата“ от 1898 (La barraca) и „Тръстика и кал“ от 1902 (Cañas y barro). То е маркирано от интензивен, ярък и убедителен реализъм и значителна драматична сила в изобразяването на живота във Валенсия.
Последващи романи, такива като „Плодът на лозата“ от 1906 (La bodega), са изразени от тежко изстрадано идеологично отношение към сериозни социални проблеми. По-популярни романи като „Кръв и пясък“ от 1909 (Sangre y arena), „Голата жена“ от 1906 (La maja desnuda), „Mare Nostrum“ от 1918 г. („Mare Nostrum“, преведен на бълг. 1982), неговият, известен като най-добър ”Четиримата конници на апокалипсиса” и други му донасят слава, но му струват критично одобрение заради тяхната сензационно-сетивна природа. През 1906 става кавалер на френския Орден на Почетния легион.

## Произведения
- ¡Por la patria! Romeu el Guerrillero (1888)
- Histora de la Revolución Española: Desde la Guerra de la Independencia a la Restauración de Sagunto. 1804 – 1874 (1890 – 1892).
- La araña negra (1892)
- El catecismo del buen republicano federal (1892)
- ¡Viva la República! Novela histórica (1893)
- París, impresiones de un emigrado (1893)
- Arroz y tartana (1894)
- Flor de mayo (1895) 
Майско цвете, изд. Книгоиздателство „Звезда“, София (1940), прев. Цвятко Райков
- En el país del arte (Tres meses en Italia) (1896)
- Cuentos valencianos (1896)
- La Barraca (1898)
- Entre naranjos (1900) 
Сред цъфналите портокали, изд. „Тео“, Дупница (1995), прев. Боряна Дукова
- La condenada (1900)
- Sónnica la cortesana (1901) 
Куртизанката Соника, изд. „Ив. Г. Игнатов и синове“, София (1927), прев. Димитър Симидов
Куртизанката Соника: Роман за древната любов, изд. „Славчо Николов и сие“, Шумен (1992), прев. Димитър Симидов
- Cañas y barro (1902) 
Тръстика и кал, изд. „БЗНС“, София (1984), прев. Нели Стоичкова, Стамен Стоичков
- La catedral (1903) 
Катедралата, изд., София (1947), прев. Тодор Нейков
- El intruso. Sempere (1904)
- La bodega (1905)
- La horda (1905)
- La maja desnuda (1906)
- Oriente (1907)
- La voluntad de vivir (1907, публикуван през 1953)
- Sangre y arena (1908) 
Кръв и арена, изд., Пловдив (1918), прев. К. Цанев
Кръв и арена, изд.: „Босилков“, В. Търново (1992), прев. К. Цанев
- Los muertos mandan (1909) 
Мъртвите заповядват, София (1931), прев. Милко Ралчев
- Luna Benamor (1909) 
Луна Бенамор, изд.:„Цвят“, София (1917), прев. Милю Попов
- Argentina y sus grandezas (1910)
- Los argonautas (1914)
- Historia de la guerra europea (1914 – 1921) 9 части
- Los cuatro jinetes del Apocalipsis (1916) 
Четиримата конници на Апокалипсиса, изд. „Д. Маджаров“, София (1934), прев. Борис Любенов
Четиримата конници на Апокалипсиса, изд. ИК „Персей“, София (2013), прев. Румен Руменов
- Mare Nostrum (1918) 
Mare nostrum, изд. „Г. Бакалов“, Варна (1982), прев. Екатерина Делева
- Los enemigos de la mujer (1919) 
Неприятелите на жената, София (1925), прев.
- El militarismo mejicano (1920)
- El préstamo de la difunta (1921)
- El paraíso de las mujeres (1922) 
Женски рай, изд. „Прометей и Култура“, София (1947), прев. Ст. Георгиев
- La Tierra de Todos (1922)
- La Reina Calafia (1923) 
Кралица Калафия, изд. „Модерна домакиня“, София (1934), прев. Любен Велчев
- Novelas de la Costa Azul (1924)
- La vuelta al mundo de un novelista (1924 – 1925) 3 части
- Una nación secuestrada (El terror militarista en España) (1924)
- Lo que será la República española (Al país y al ejército) (1925)
- Por España y contra el rey (Alfonso XIII desenmascarado) (1925) 
Алфонс ХIII без маска!, изд. „Ив. Г. Игнатов и синове“, София (1929), прев. Димитър Симидов
- El papa del mar (1925)
- A los pies de Venus: los Borgia (1926)
- Novelas de amor y de muerte (1927)
- El caballero de la Virgen (Alonson de Ojeda) (1929)

посмъртно
- En busca del Gran Khan (Cristóbal Colón) (1929) 
Христофор Колумб, изд. „Сл. Атанасов“, София (1942), прев. Л. Чалъков
- El fantasma de las alas de oro (1930)